# پاییز (نقاشی)

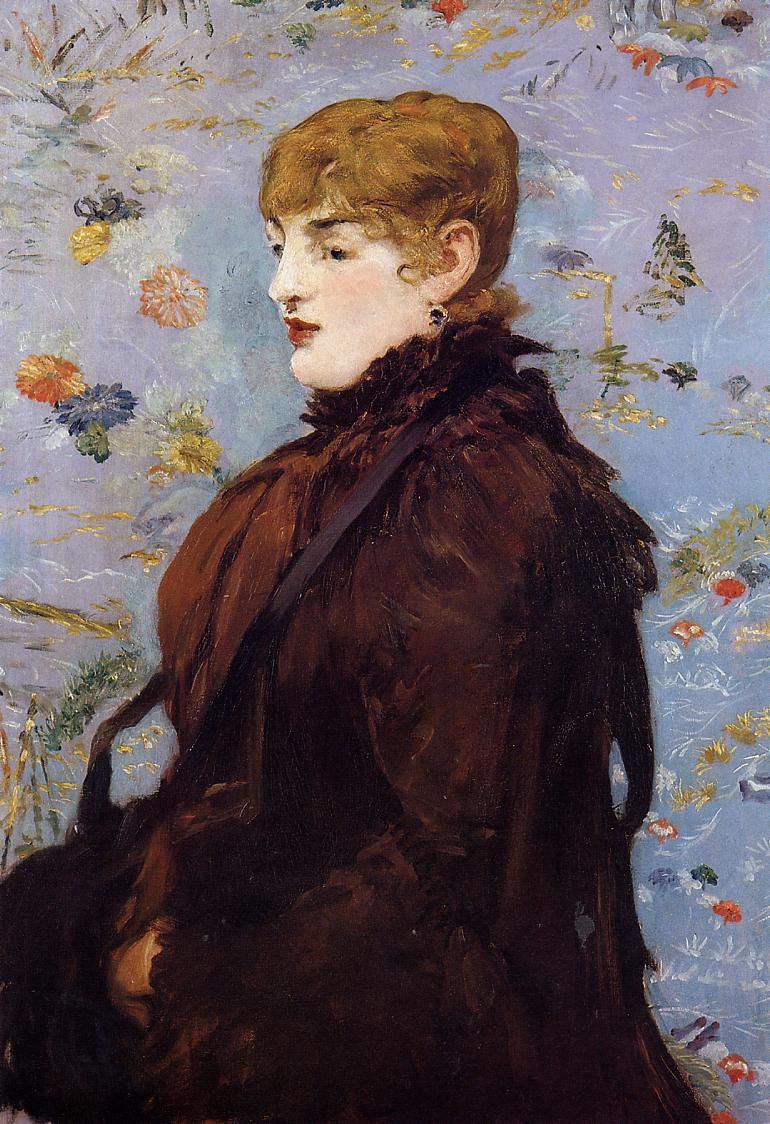

پاییز (به انگلیسی: Autumn) یک نقاشی اثر ادوارد مانه است و امروزه در موزه هنرهای زیبای نانسی نگهداری می‌شود. مانه این نقاشی را در سال ۱۸۸۲ کشید. پاییز در سال ۱۸۸۳ به حراج گذاشته شد و مدل خود نقاشی، آن را به قیمت ۱۵۵۰ فرانک خرید و برای صاحبان کنونی‌اش به‌جا گذاشت.